# 福山市立大学
福山市立大学（日语：／ Fukuyama Shiritsu Daigaku）是日本公立大学，位于广岛县福山市港町，2011年成立。福山市立大学是福山市内第三座大学。

## 沿革
- 1963年（昭和38年），福山市立大学的前身福山市立女子短期大学开学。1974年，改由福山市接管。
- 2011年，福山市立女子短期大学废止，原学校改制为现福山市立大学，同年开学。为4年制男女共学。

## 院系
- 教育学部
  - 儿童教育学科
- 都市经营学部
  - 都市经营学科

## 附属学校
- 福山市立大学附属幼稚园

## 相连项目
- 福山市立女子短期大学，福山市立大学前身。
- 福山大学，福山市东村町私立大学。
- 福山平成大学，福山市御幸町私立大学。